# Colletes albomaculatus
Colletes albomaculatus är en biart som först beskrevs av Lucas 1849.  Colletes albomaculatus ingår i släktet sidenbin, och familjen korttungebin. Inga underarter finns listade i Catalogue of Life.